# Kommando Dove Elbe
Le Kommando Dove-Elbe est une unité de travail forcé dépendant du camp de concentration de Neuengamme, affectée à l'élargissement d'un bras de l'Elbe.

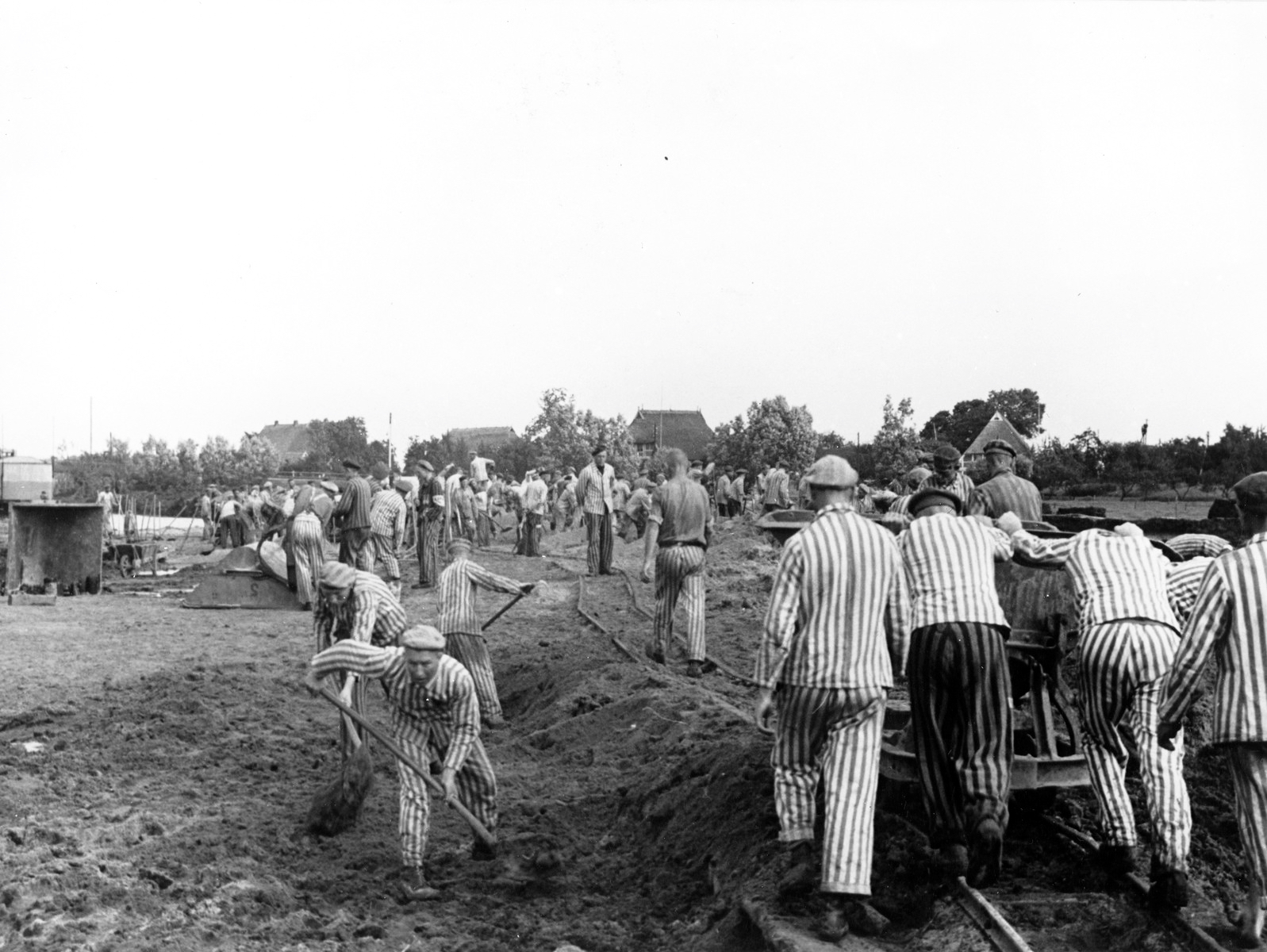
Déportés travaillant au percement du canal Dove-Elbe.

## Objectif
De 1940 à 1942, le Kommando Dove-Elbe participe aux travaux destinés à élargir et à approfondir un bras de l'Elbe sur environ cinq kilomètres, puis à le prolonger par un canal de desserte pour le rendre navigable jusqu’à la briqueterie édifiée au centre du camp de Neuengamme.

## Organisation
Les travaux étaient confiés par la ville de Hambourg à des entreprises du bâtiment.
Les détenus épandaient la terre et la vase apportées par les dragues pour consolider les rives et les digues. Lorsque le bras de l’excavatrice ne pouvait atteindre la rive, la vase était chargée sur des barges et transbordée par les détenus, à l’aide de brouettes poussées sur des passerelles de planches.
Plus de mille détenus travaillaient parfois sur ce chantier de terrassement, par tous les temps. Les chutes, les accidents, les mauvais traitements et les exécutions sommaires y étaient fréquents. Le Kommando Dove-Elbe était une des unités de travail les plus dures du camp central.